# Verdrag van Xàtiva
Het Verdrag van Xàtiva werd in 1244 ondertekend door de christelijke koning Jacobus I van Aragón en de islamitische bevelhebber Abu Bakr in Xàtiva in het oosten van het Iberisch Schiereiland. Het verdrag legde ruime voorwaarden vast voor de overgave van de islamitische Moren aan de Iberische christenen. De Moren mochten het kasteel van Xàtiva twee jaar in bezit houden voordat ze het aan de christelijke monarchie overdroegen.